# Гербер, Эдмунд
Э́дмунд Ге́рбер (англ. Edmund Gerber; 2 августа 1988 года, Казахстан, СССР) — немецкий боксёр-профессионал, выступавший в супертяжёлой весовой категории.

## Любительская карьера
На любительском ринге Гербер провёл 72 поединка, 62 из которых выиграл.
В 2006 году на юношеском чемпионате Германии завоевал первое место. В 2005 году завоевал титул чемпиона Европы среди кадетов.
В 2006 году взял бронзу на юношеском чемпионате Европы.

## Профессиональная карьера
Гербер дебютировал на профессиональном ринге в октябре 2007 года под опекой промоутерской компании Saurland.
В сентябре 2009 года нокаутировал соотечественника Марселя Целлера (22-4).
30 января 2010 года в своём десятом поединке нокаутировал во втором раунде немца Рене Деттвийлера, который имел в своем послужном списке 25 побед и два спорных поражения по очкам.
В следующем поединке, в апреле 2010 года, победил по очкам непобеждённого серба Самира Куртагича (7-0). Затем нокаутировал в 4-м раунде британца Ли Свеби. Победил британцев Пола Батлина, Карла Бейкера и американского джорнимена Зака Пейджа.
25 февраля 2012 года победил украинского боксёра Алексея Мазыкина.
В мае 2012 года в спорном бою одержал победу над американцем Морисом Харрисом. Следующий поединок Гербер провёл с известным британцем Майклом Спроттом. В первых трёх раундах Спротт был быстрее и техничнее непобеждённого немца, но Эдмунд очень эффектно в плотном бою отправил в нокдаун в четвёртом раунде Спротта, после чего британец сразу поднялся, но рефери без веских причин остановил бой. Спротт очень агрессивно воспринял решение судьи об остановке поединка после тяжёлого нокдауна. Майкл Спротт толкнул рефери прямо на ринге.
3 ноября 2012 года победил по очкам американского боксёра Дарнелла Уилсона. В конце первого раунда американец сильно потряс немца, но гонг спас небитого боксёра от первого падения в карьере. Следующие раунды выдались с преимуществом Гербера.
Скандальный поединок в первой встрече Гербера с Майклом Спроттом не многих оставил равнодушными. И необходимость повторной встречи осталась. Спротт был дисквалифицирован ровно на 3 месяца, и организаторы поединка ждали окончания штрафного периода для организации второй встречи. Бой был назначен на 15 декабря 2012 года, ровно три месяца спустя после первой встречи.
В марте 2013 года Гербер вышел на ринг с нигерийцем Гбенгой Олоукуном. Первая половина боя была конкурентной, но с середины поединка Олоукун начал избивать Гербера. Несмотря на заметное преимущество Гбенги, победу присудили Эдмунду. Нигериец резко воспринял решение судей.

## Результаты боёв
В таблице перечислены результаты всех поединков боксёров.
В каждой строке указан результат поединка. Дополнительно номер поединка обозначен цветом, который обозначает итог поединка. Расшифровка обозначений и цветов представлена в нижеследующей таблице.
| Пример | Расшифровка                     |
| ------ | ------------------------------- |
|        | Победа                          |
|        | Ничья                           |
|        | Поражение                       |
|        | Планируемый поединок            |
|        | Поединок признан несостоявшимся |
| КО     | Нокаут                          |
| ТКО    | Технический нокаут              |
| PTS    | Решение судей (по очкам)        |
| UD     | Единогласное решение судей      |
| MD     | Решение большинства судей       |
| SD     | Раздельное решение судей        |
| RTD    | Отказ от продолжения боя        |
| DQ     | Дисквалификация                 |
| NC     | Поединок признан несостоявшимся |

| Бой | Рекорд   | Дата             | Соперник                 | Место боя                                                               | Раундов          | Дополнительно                                                           |
| --- | -------- | ---------------- | ------------------------ | ----------------------------------------------------------------------- | ---------------- | ----------------------------------------------------------------------- |
| 30  | 28(18)-2 | 27 мая 2018      | Самир Баракович (3-22)   | Люхов, Нижняя Саксония Германия                                         | TKO 2 (8), 0:31  |                                                                         |
| 29  | 27(17)-2 | 10 марта 2018    | Габриель Энгема (8-4)    | Гютерсло, Северный Рейн-Вестфалия Германия                              | MD (8)           | Счёт: 77-77, 78-75, 78-74.                                              |
| 28  | 26(17)-2 | 5 марта 2016     | Брайан Минто (41-10)     | Спорт Холл Колизей, Грозный, Россия                                     | TKO 2 (10), 2:14 |                                                                         |
| 27  | 25(16)-2 | 11 июля 2015     | Любош Суда (33-9-1)      | GETEC Arena, Магдебург, Саксония-Анхальт Германия                       | TKO 5 (10), 1:47 |                                                                         |
| 26  | 24(15)-2 | 6 июля 2014      | Висенте Сандез (13-3)    | Ахмат Арена, Грозный, Россия                                            | TKO 2 (12), 1:52 | Завоевал вакантный титул WBC International Silver.                      |
| 25  | 23(14)-2 | 21 сентября 2013 | Дерек Чисора (17-4)      | Copper Box, Лондон, Великобритания                                      | TKO 5 (12), 2:55 | Бой за вакантный титул EBU.                                             |
| 24  | 23(14)-1 | 23 марта 2013    | Гбенга Олоукун (18-8)    | GETEC Arena, Магдебург, Саксония-Анхальт Германия                       | UD (8)           |                                                                         |
| 23  | 22(14)-1 | 15 декабря 2012  | Майкл Спротт (36-19)     | Arena Nürnberger Versicherung, Нюрнберг, Бавария, Германия              | MD (10)          |                                                                         |
| 22  | 22(14)-0 | 3 ноября 2012    | Дарнелл Уилсон (24-15-3) | Gerry Weber Stadium, Галле, Северный Рейн-Вестфалия, Германия           | UD (8)           | В конце первого раунда Уилсон сильно потряс Гербера.                    |
| 21  | 21(14)-0 | 15 сентября 2012 | Майкл Спротт (36-18)     | Stechert Arena, Бамберг, Бавария, Германия                              | TKO4 (8) 2:41    | Спротт агрессивно принял решение рефери, и толкнул его на канаты ринга. |
| 20  | 20(13)-0 | 5 мая 2012       | Морис Харрис (25-15-2)   | Messehalle, Эрфурт, Тюрингия, Германия                                  | UD (8)           |                                                                         |
| 19  | 19(13)-0 | 25 февраля 2012  | Алексей Мазыкин (17-6-2) | Porsche-Arena, Штутгарт, Баден-Вюртемберг, Германия                     | RTD5 (8) 3:00    |                                                                         |
| 18  | 18(12)-0 | 3 декабря 2011   | Маркус Макги (23-18)     | Хартвалл Арена, Хельсинки, Финляндия                                    | KO1 (8) 0:18     |                                                                         |
| 17  | 17(11)-0 | 1 октября 2011   | Йохан Бэнкс (4-5-3)      | Jahnsportforum, Нойбранденбург, Мекленбург-Передняя Померания, Германия | KO7 (8) 2:10     |                                                                         |
| 16  | 16(10)-0 | 4 июня 2011      | Зак Пейдж (21-35-2)      | Parken, Копенгаген, Дания                                               | UD (8)           |                                                                         |
| 15  | 15(10)-0 | 7 мая 2011       | Карл Бейкер (9-5)        | Jahnsportforum, Нойбранденбург, Мекленбург-Передняя Померания, Германия | TKO1 (8) 1:44    |                                                                         |
| Бой | Рекорд   | Дата             | Соперник                 | Место боя                                                               | Раундов          | Дополнительно                                                           |

## Факты
- Имя при рождении Влад.
- Без акцента владеет русским языком.